# 아르고자리

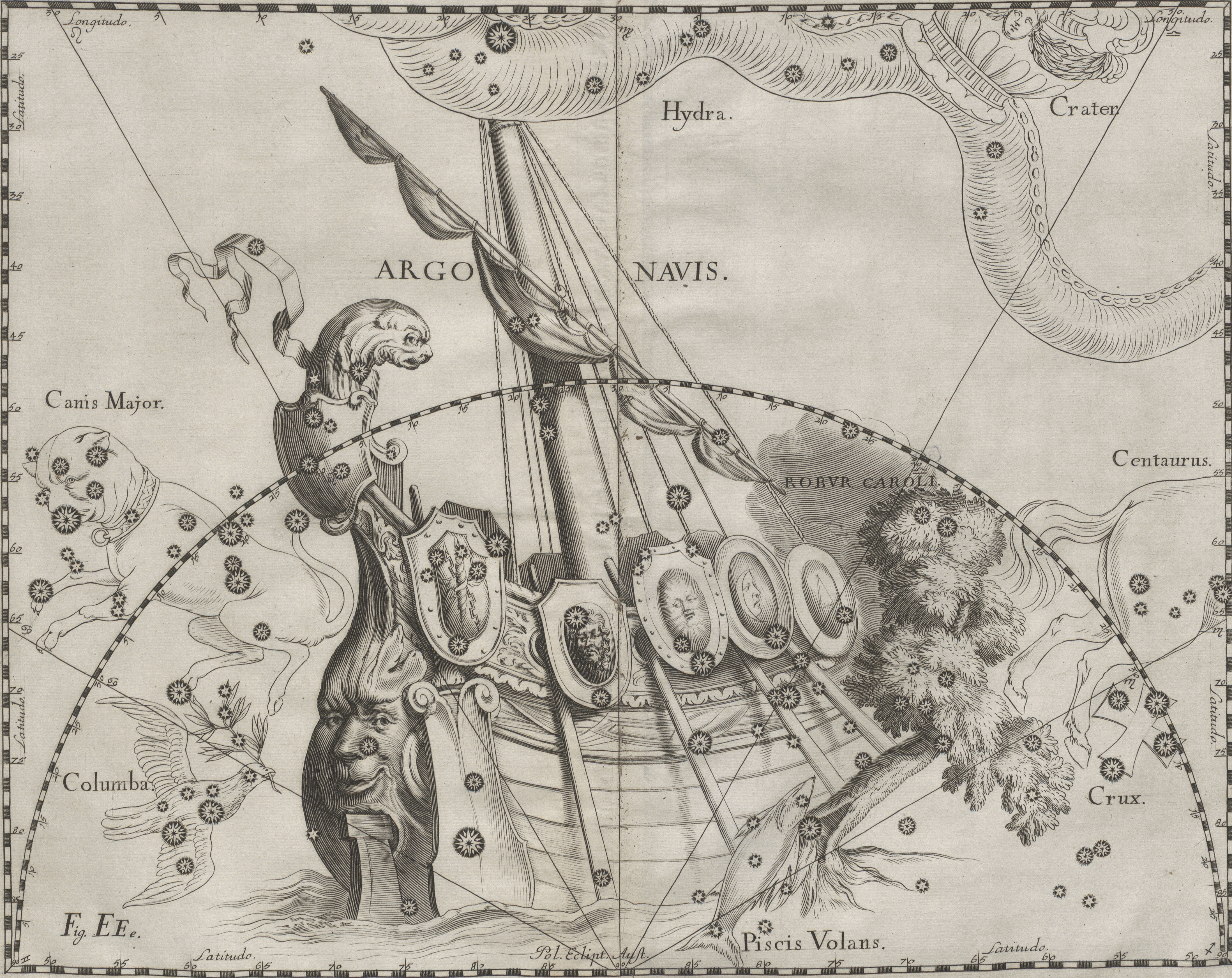
1690년 Johannes Hevelius에 의해 그려진 아르고자리

아르고자리(Argo Navis, 약자:Arg, 소유격:Argus)는 남쪽 하늘의 큰 별자리로, 그리스 신화의 '이아손과 아르고 원정대' 이야기에서 등장하는 아르고 호를 그린 것이다. 고대 그리스의 천문학자 프톨레마이오스가 정리한 48개의 별자리의 하나이다. 이들은 1752년 라카유에 의해 고물자리, 돛자리, 용골자리, 나침반자리의 4개 별자리로 나뉘었으며, 이는 1928년 국제천문연맹이 정한 88개의 별자리에도 적용되었다. 나침반자리를 제외하고는 바이어(Bayer) 번호가 붙여진 채로 나뉘어, α, β, ε별은 용골자리, γ별은 돛자리, ζ별은 고물자리에서 찾아볼 수 있다. 또한 현대에도 성도에서 고물자리, 돛자리, 용골자리, 나침반자리를 그릴 때는 아르고자리의 형태 그대로 하나의 별자리처럼 그리는 경우가 흔하다.
나침반자리가 있는 곳은 원래 아르고호의 마스트(돛대)가 있던 곳으로 여겨진다.

별자리 찾기

## 같이 보기
- 성군